# Christian Oberländer
Christian Oberländer (* 1966) ist ein deutscher Japanologe.

## Leben
Er studierte Medizin, Japanologie und Public Administration an den Universitäten Bonn, Tokio und Harvard. Von 1988 bis 1989 hatte er ein Stipendium des DAAD zum Studium an der Keiō-Universität. 1992 erfolgte die Approbation als Arzt. Von 1992 bis 1994 hatte er ein Promotionsstipendium des Ministeriums für Bildung, Kultur, Sport, Wissenschaft und Technologie an der Universität Tokio. Nach der Promotion 1994 zum Dr. phil. (Hauptfach Japanologie) war er von 1995 bis 1998 wissenschaftlicher Mitarbeiter am Deutschen Institut für Japanstudien. Von 1998 bis 2000 hatte er ein Habilitationsstipendium der Deutschen Forschungsgemeinschaft. Nach dem Master of Public Administration 2000 an der Harvard University und der Habilitation 2001 im Fach Japanologie an der Universität Bonn hatte er von 2001 bis 2002 ein Humboldt/JSPS-Stipendium an der Universität Tokio. Seit 2002 ist er Professor für Japanologie an der Martin-Luther-Universität Halle-Wittenberg. Von 2006 bis 2007 lehrte er als Gastprofessor an der Universität Tokio.
Seine Forschungsschwerpunkte sind Japans Gesellschaft und Kultur der Gegenwart, oft mit dem Schwerpunkt Policy Analysis, japanische Geschichte, mit dem Schwerpunkt 19. und 20. Jahrhundert und Japans internationalen Beziehungen, u. a. auch zu den deutsch-japanischen Beziehungen seit 1945.

## Schriften (Auswahl)
- Zwischen Tradition und Moderne. Die Bewegung für den Fortbestand der Kanpô-Medizin in Japan. Stuttgart 1995, ISBN 3-515-06612-8.
- als Herausgeber: Altern und Pflegepolitik in Japan. Berlin 1997, OCLC 76397763.